# Streifen-Spitzhörnchen
Das Streifen-Spitzhörnchen (Tupaia dorsalis) kommt endemisch im Westen, im Zentrum und im Osten der südostasiatischen Insel Borneo vor. Es fehlt im Süden der Insel und im Norden, im malayischen Bundesstaat Sabah, kommt es lediglich im Grenzgebiet zu Kalimantan (indonesischer Teil von Borneo) vor.

## Merkmale

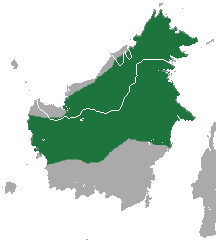
Verbreitungsgebiet (grün) auf Borneo

Das Streifen-Spitzhörnchen ist eine mittelgroße Spitzhörnchenart und erreicht eine Kopf-Rumpf-Länge von 17,5 bis 19,5 cm, hat einen 14,5 bis 15 cm langen Schwanz. Die Ohrlänge, die Hinterfußlänge und das Gewicht der Tiere wurde bisher nicht ermittelt. Das Fell ist von den Schultern bis zur Mitte des Rückens grau agutifarben (d. h. die Haare sind gebändert). Der hintere Abschnitt des Körpers ist rotbraun gefärbt. Charakteristisch für diese Art ist ein schwarzer oder dunkelbrauner Rückenstreifen. Die für viele Tupaia-Arten typischen kurzen, hellen Streifen auf den Schultern sind auch beim Streifen-Spitzhörnchen vorhanden. Das Bauchfell ist elfenbeinfarben, beige oder grau. Der Schwanz ist dünn und bräunlich gefärbt. Vom sehr ähnlichen, ebenfalls auf Borneo vorkommenden Tana (Tupaia tana) kann das Streifen-Spitzhörnchen durch seinen grazileren Körperbau und die kürzere Schnauze unterschieden werden.

## Lebensweise
Das Streifen-Spitzhörnchen kommt in primären und sekundären Tieflandregenwäldern bis in Höhen von 1200 Metern vor. Über das Verhalten, die Lebensweise, die Ernährung, die Aktivitätsmuster und die Vermehrung des Streifen-Spitzhörnchens ist bisher nichts bekannt. Es ist wahrscheinlich tagaktiv und wird sich wie andere Spitzhörnchen vor allem von Wirbellosen und Früchten ernähren.

## Gefährdung
Über eine Gefährdung des Streifen-Spitzhörnchens macht die IUCN keine genauen Angaben, da zu wenig Daten vorliegen (Data Deficient). Es ist selten und nur durch 20 bis 30 konservierte Exemplare in Museen und wenige Sichtungen in freier Natur bekannt.